# Ò̰
Cette page contient des caractères spéciaux ou non latins. S’ils s’affichent mal (▯, ?, etc.), consultez la page d’aide Unicode.
Ò̰ (minuscule : ò̰), appelé O tilde souscrit accent grave, est un graphème et une lettre additionnelle de l’alphabet latin utilisée dans l’écriture du day, gulay, du kaba et du sar. Elle est composée d’un O, d’un tilde souscrit et d’un accent grave.

## Utilisation
En sar, le ò̰ est utilisé pour noter une voyelle o nasalisée par exemple dans dò̰ « mordre ».

## Représentations informatiques
Le O tilde souscrit accent grave peut être représenté avec les caractères Unicode suivants : 
- composé et normalisé NFC (latin-1, diacritiques) :

| formes    | représentations | chaînes de caractères | points de code | descriptions                                                      |
| --------- | --------------- | --------------------- | -------------- | ----------------------------------------------------------------- |
| capitale  | Ò̰               | Ò◌̰                    | U+00D2 U+0330  | lettre majuscule latine o accent grave diacritique tilde souscrit |
| minuscule | ò̰               | ò◌̰                    | U+00F2 U+0330  | lettre minuscule latine o accent grave diacritique tilde souscrit |

- décomposé et normalisé NFD (latin de base, diacritiques) :

| formes    | représentations | chaînes de caractères | points de code       | descriptions                                                           |
| --------- | --------------- | --------------------- | -------------------- | ---------------------------------------------------------------------- |
| capitale  | Ò̰               | O◌̰◌̀                   | U+004F U+0330 U+0300 | lettre majuscule o diacritique tilde souscrit diacritique accent grave |
| minuscule | ò̰               | o◌̰◌̆                   | U+006F U+0330 U+0300 | lettre minuscule o diacritique tilde souscrit diacritique accent grave |